# Сингапур на летних Олимпийских играх 1968
Сингапур принимал участие в Летних Олимпийских играх 1968 года в Мехико (Мексика) в пятый раз за свою историю, и в первый раз после обретения государством независимости от Малайзии в 1965 году, но не завоевал ни одной медали.